# 夫婦宴飲圖

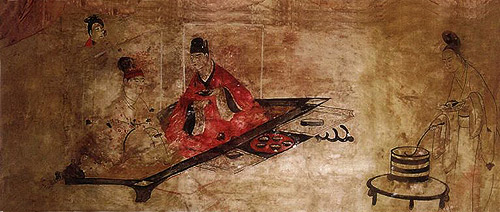
夫妇宴饮图

夫婦宴飲圖是東漢晚期的一幅壁畫。該壁畫高度為183釐米，寬度為300釐米。1981年出土於河南洛陽唐宮路南側漢墓。後藏於洛陽博物館。夫婦宴飲圖主要描繪的是坐在榻上方的一對夫婦在對飲。榻後方是一個屏風，屏風後有位侍女。榻前方也有位侍女，該侍女在用勺子往盛酒器裡裝酒。